# Elliott (Illinois)
Elliott é uma vila localizada no estado americano de Illinois, no Condado de Ford.

## Demografia
Segundo o censo americano de 2000, a sua população era de 341 habitantes.
Em 2006, foi estimada uma população de 342, um aumento de 1 (0.3%).

## Geografia
De acordo com o United States Census Bureau tem uma área de
1,3 km², dos quais 1,3 km² cobertos por terra e 0,0 km² cobertos por água.

## Localidades na vizinhança
O diagrama seguinte representa as localidades num raio de 20 km ao redor de Elliott.